# 8470 Dudinskaya
8470 Dudinskaya è un asteroide della fascia principale. Scoperto nel 1982, presenta un'orbita caratterizzata da un semiasse maggiore pari a 2,2712908 UA e da un'eccentricità di 0,1919090, inclinata di 4,95839° rispetto all'eclittica.